# 马峦河
马峦河，又名洽江位于中国广西壮族自治区中南部，是郁江右岸支流，发源于南宁市邕宁区那楼镇江万屯南1千米处，东北流至南宁市青秀区南阳镇马头岭以南左纳南阳江后转东流，进入横县境内，于平朗乡双窑村以南和秋江村以北汇入郁江。干流长61千米，流域面积539平方千米。年均径流量3.28亿立方米。